# Phacelia neffii
Phacelia neffii är en strävbladig växtart som beskrevs av Billie Lee Turner. Phacelia neffii ingår i Faceliasläktet som ingår i familjen strävbladiga växter. Inga underarter finns listade i Catalogue of Life.